# Bossanova (Pixies)
Bossanova è il terzo album della band statunitense Pixies. Pubblicato il 13 agosto 1990 dall'etichetta indipendente 4AD nel Regno Unito e dalla Elektra Records negli Stati Uniti l'album raggiunse la posizione numero tre nella Official Albums Chart e la numero 70 nella classifica americana Billboard 200.

## Realizzazione
Uscito solamente ad un anno di distanza dall'acclamatissimo Doolittle, Bossanova è un album che musicalmente risente di forti ispirazioni di matrice surf e space rock mentre, dal punto di vista delle liriche, affronta tematiche relative allo spazio esterno, ad alieni e a oggetti volanti non identificati.
Prodotto da Gil Norton ed interamente scritto da Black Francis, il disco venne quasi interamente elaborato in studio di registrazione tanto che, i testi dei vari brani, venivano scritti su semplici tovaglioli di carta ed elaborati dal frontman giusto cinque minuti prima di cantarli.
Accolto in modo negativo da gran parte della critica musicale che, quasi all'unanimità, giudica l'album non all'altezza dei suoi predecessori, Bossanova segna l'inizio della parabola discendente della formazione bostoniana che sembra aver perso gran parte della spontaneità dei due lavori precedenti minata soprattutto dalle crescenti tensioni tra il cantante e la bassista Kim Deal.
Due singoli vennero estratti dal disco: Velouria e Dig for Fire, che raggiunsero, rispettivamente, il numero 4 ed il numero uno della Modern Rock Tracks, la classifica musicale statunitense contenuta nella rivista Billboard.

## Tracce
Autore di tutti i testi e delle musiche è Black Francis, eccetto Cecilia Ann scritta da Frosty Horton e Steve Hoffman.
1. Cecilia Ann – 2:05
2. Rock Music – 1:52
3. Velouria – 3:40
4. Allison – 1:17
5. Is She Weird – 3:01
6. Ana – 2:09
7. All Over the World – 5:27
8. Dig for Fire – 3:02
9. Down to the Well – 2:29
10. The Happening – 4:19
11. Blown Away – 2:20
12. Hang Wire – 2:01
13. Stormy Weather – 3:26
14. Havalina – 2:33

## Formazione
- Black Francis: voce, chitarre
- Kim Deal: basso, cori
- Joey Santiago: chitarra
- David Lovering: batteria, cori